# Singapore Cup 2003
Der Singapore Cup 2003 war die 6. Austragung des Fußball-Pokalwettbewerbs in Singapur. In dieser Saison nahmen insgesamt 12 Mannschaften teil. Titelverteidiger waren die Tampines Rovers.
Das Pokalturnier begann am 22. April 2003 mit der Gruppenphase und wurde am 25. Oktober 2003 mit dem Finale beendet.

## Teilnehmer
| Gruppe A                                                 | Gruppe B                                        | Gruppe C                                                | Gruppe D                                                    |
| - Singapore Armed Forces FC - Jurong FC - Geylang United | - Sengkang Marine - Sinchi FC - Tampines Rovers | - Tanjong Pagar United - Young Lions - Balestier Khalsa | - Woodlands Wellington - Sembawang Rangers FC - Home United |

## Gruppenphase

### Gruppe A

#### Spiele
| Datum         |                           | Ergebnis        |                           |
| ------------- | ------------------------- | --------------- | ------------------------- |
| 17. Juni 2003 | Singapore Armed Forces FC | 1:2             | Jurong FC                 |
| 1. Juli 2003  | Geylang United            | 2:1             | Singapore Armed Forces FC |
| 8. Juli 2003  | Jurong FC                 | 3:3 (2:4 i. E.) | Geylang United            |

#### Tabelle
| Pl. | Verein                    | Sp. | S | U | N | Tore    | Diff. | Punkte |
| --- | ------------------------- | --- | - | - | - | ------- | ----- | ------ |
| 1.  | Geylang United            | 2   | 1 | 1 | 0 | 005:400 | +1    | 04     |
| 2.  | Jurong FC                 | 2   | 1 | 1 | 0 | 005:400 | +1    | 04     |
| 3.  | Singapore Armed Forces FC | 2   | 0 | 0 | 2 | 002:400 | −2    | 0      |

### Gruppe B

#### Spiele
| Datum          |                 | Ergebnis        |                 |
| -------------- | --------------- | --------------- | --------------- |
| 22. April 2003 | Sengkang Marine | 4:4 (4:1 i. E.) | Sinchi FC       |
| 27. Mai 2003   | Tampines Rovers | 3:1             | Sengkang Marine |
| 10. Juni 2003  | Sinchi FC       | 4:2             | Tampines Rovers |

#### Tabelle
| Pl. | Verein          | Sp. | S | U | N | Tore    | Diff. | Punkte |
| --- | --------------- | --- | - | - | - | ------- | ----- | ------ |
| 1.  | Sinchi FC       | 2   | 1 | 1 | 0 | 008:600 | +2    | 04     |
| 2.  | Tampines Rovers | 2   | 1 | 0 | 1 | 005:500 | ±0    | 03     |
| 3.  | Sengkang Marine | 2   | 0 | 1 | 1 | 005:700 | −2    | 01     |

### Gruppe C

#### Spiele
| Datum          |                      | Ergebnis        |                      |
| -------------- | -------------------- | --------------- | -------------------- |
| 22. April 2003 | Tanjong Pagar United | 1:1 (4:1 i. E.) | Young Lions          |
| 20. Mai 2003   | Balestier Khalsa     | 2:1             | Tanjong Pagar United |
| 8. Juli 2003   | Young Lions          | 3:1             | Balestier Khalsa     |

#### Tabelle
| Pl. | Verein               | Sp. | S | U | N | Tore    | Diff. | Punkte |
| --- | -------------------- | --- | - | - | - | ------- | ----- | ------ |
| 1.  | Young Lions          | 2   | 1 | 1 | 0 | 004:200 | +2    | 04     |
| 2.  | Balestier Khalsa     | 2   | 1 | 0 | 1 | 003:400 | −1    | 03     |
| 3.  | Tanjong Pagar United | 2   | 0 | 1 | 1 | 002:300 | −1    | 01     |

### Gruppe D

#### Spiele
| Datum          |                      | Ergebnis |                      |
| -------------- | -------------------- | -------- | -------------------- |
| 22. April 2003 | Woodlands Wellington | 1:0      | Sembawang Rangers FC |
| 3. Juni 2003   | Sembawang Rangers FC | 0:2      | Home United          |
| 24. Juni 2003  | Home United          | 10:00    | Woodlands Wellington |

#### Tabelle
| Pl. | Verein               | Sp. | S | U | N | Tore    | Diff. | Punkte |
| --- | -------------------- | --- | - | - | - | ------- | ----- | ------ |
| 1.  | Home United          | 2   | 2 | 0 | 0 | 012:000 | +12   | 06     |
| 2.  | Woodlands Wellington | 2   | 1 | 0 | 1 | 001:100 | −9    | 03     |
| 3.  | Sembawang Rangers FC | 2   | 0 | 0 | 2 | 000:300 | −3    | 0      |

## Viertelfinale
| Datum             |                | Ergebnis |                      |
| ----------------- | -------------- | -------- | -------------------- |
| 29. Juli 2003     | Sinchi FC      | 0:1      | Woodlands Wellington |
| 12. August 2003   | Young Lions    | 0:2      | Jurong FC            |
| 2. September 2003 | Geylang United | 1:0      | Balestier Khalsa     |
| 9. September 2003 | Home United    | 3:0      | Tampines Rovers      |

## Halbfinale
| Datum            |                      | Ergebnis |                |
| ---------------- | -------------------- | -------- | -------------- |
| 6. Oktober 2003  | Home United          | 5:1      | Jurong FC      |
| 12. Oktober 2003 | Woodlands Wellington | 2:3      | Geylang United |

## Finale
| Datum            |             | Ergebnis |                |
| ---------------- | ----------- | -------- | -------------- |
| 25. Oktober 2003 | Home United | 2:1      | Geylang United |

| Paarung  | Home United – Geylang United                                                         |
| Ergebnis | 2:1 (1:1)                                                                            |
| Datum    | 25. Oktober 2003                                                                     |
| Stadion  | Jalan Besar Stadium, Singapur                                                        |
| Tore     | 1:0 Sutee Suksomkit (14.) 1:1 Brendon Santalab (34.) 2:1 Indra Sahdan Bin Daud (77.) |

| Sieger Singapore Cup 2003 Home United |
| - Ridzuan Fatah Hasan - Aide Iskandar - Shunmugham Subramani - Arumugam Sivakumar - Peres de Oliveira - Surachai Jirasirichote - William Bone - Azhar Baksin - Indra Sahdan Bin Daud - Aidil Sharin - Egmar Gonçalves - Sutee Suksomkit - Fahmie Abdullah |